# Nanumea-Atoll
Nanumea ist das nördlichste Atoll des südpazifischen Inselstaats Tuvalu. Es liegt rund 460 Kilometer nordwestlich der Hauptstadt Funafuti. Die Landfläche beträgt 3,87 Quadratkilometer, die Lagunenfläche mehr als 18 Quadratkilometer. Es ist nach Landfläche das zweitgrößte Atoll Tuvalus. Hauptort ist Lolua auf Nanumea.

## Geographie
Das sichelförmige Atoll misst etwa 11,5 Kilometer von Nord nach Süd und maximal 2,4 Kilometer von Ost nach West. Es wird im Wesentlichen aus fünf Inseln (Motu) und zwei Lagunen gebildet, die die beiden größten Inseln Nanumea und Lakena voneinander trennen. Auf dem Nanumea-Atoll befinden sich sieben Dörfer mit einer Gesamteinwohnerzahl von 512 (Stand 2017).

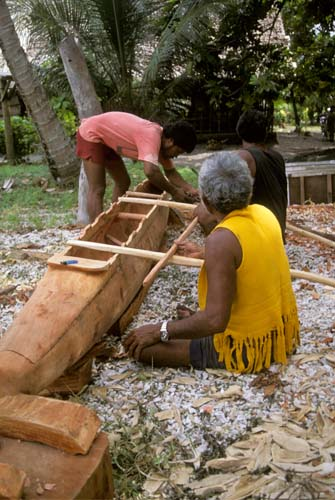
Bau eines kleinen Auslegerkanus (vaka foliki) auf Nanumea

## Inseln des Atolls
Die fünf, als Motu bezeichneten Inseln des Atolls sind:
| Name            | Fläche km² | Geokoordinate       |
| --------------- | ---------- | ------------------- |
| Nanumea         | 2,380      | 5° 41′ S, 176° 8′ O |
| Lakena          | 1,240      | 5° 39′ S, 176° 4′ O |
| Temotufoliki    | 0,240      | 5° 40′ S, 176° 7′ O |
| Teatua a Taepoa | 0,005      | 5° 40′ S, 176° 6′ O |
| Lefogaki        | 0,002      | 5° 40′ S, 176° 6′ O |